# 薄叶龙船花
薄叶龙船花（学名：Ixora finlaysoniana），为茜草科龙船花属下的一个植物种。